# Gemeinde Razkrižje

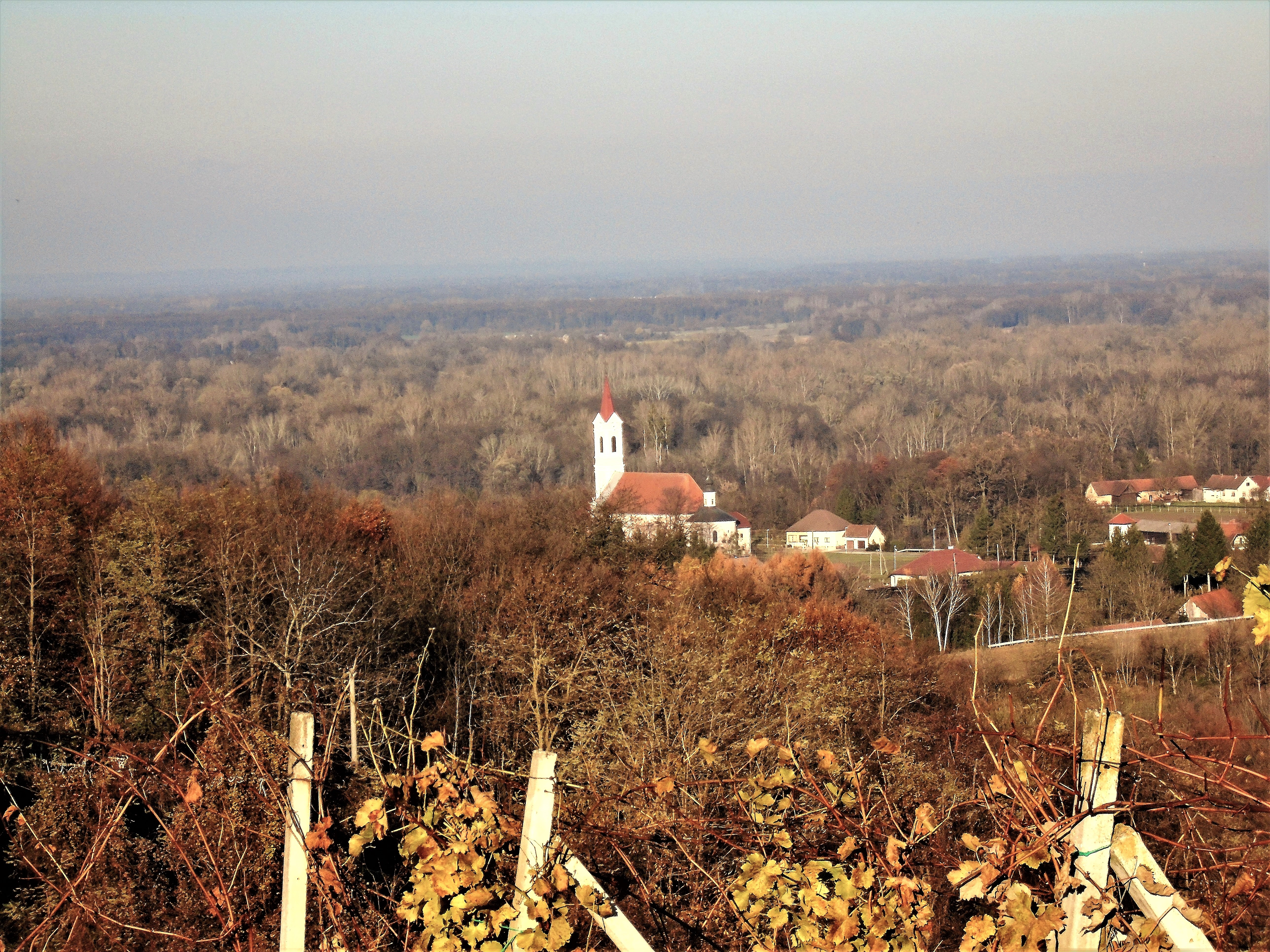
Hl-Johann-Nepomuk-Kirche in Razkrižje

Razkrižje ist der Name einer kleinen Gemeinde und der namensgebenden Ortschaft in der historischen Region Untersteiermark im Nordosten Sloweniens. Sie besteht aus sechs Siedlungen. Der Fluss Ščavnica durchquert die Gemeinde und mündet nördlich von Gibina in die Mur.

## Ortschaften der Gemeinde
- Razkrižje
- Gibina
- Kopriva
- Šafarsko
- Šprinc
- Veščica

## Nachbargemeinden
| Ljutomer | Ljutomer, Črenšovci                         | Črenšovci |
| Ljutomer | Kompassrose, die auf Nachbargemeinden zeigt | Kroatien  |
| Beltinci | Kroatien                                    | Kroatien  |

## Geschichte
Bis 1848 stand das Gebiet von Razkrižje unter der Verwaltung des ungarischen Teils des Kaisertums Österreich, danach war es 16 Jahre Teil des Königreiches Kroatien und Slawonien, einem Kronland Österreichs. Kroatien-Slawonien wurde 1867 zu einem Nebenland Ungarns innerhalb der österreichisch-ungarischen Monarchie. Am Ende des Ersten Weltkrieges wurde Razkrižje integraler Bestandteil des Königreichs der Serben, Kroaten und Slowenen. Am 14. September 1931 wurde das Gebiet von Razkrižje an den Bezirk Ljutomer, der Banschaft Drau (Slowenien) angegliedert.

## Sehenswürdigkeiten
- Spätbarocke Johannes von Nepomuk-Pfarrkirche
- Nachbildung einer prähistorischen Siedlung am Rande des Dorfes Šafarsko